# Fredholm (cràter)
Fredholm és un petit cràter d'impacte lunar que es troba a la zona de terreny accidentat situada a l'oest de la Mare Crisium, a mig camí entre els destacats cràters Macrobi cap al nord i Proclus gairebé cap al sud.

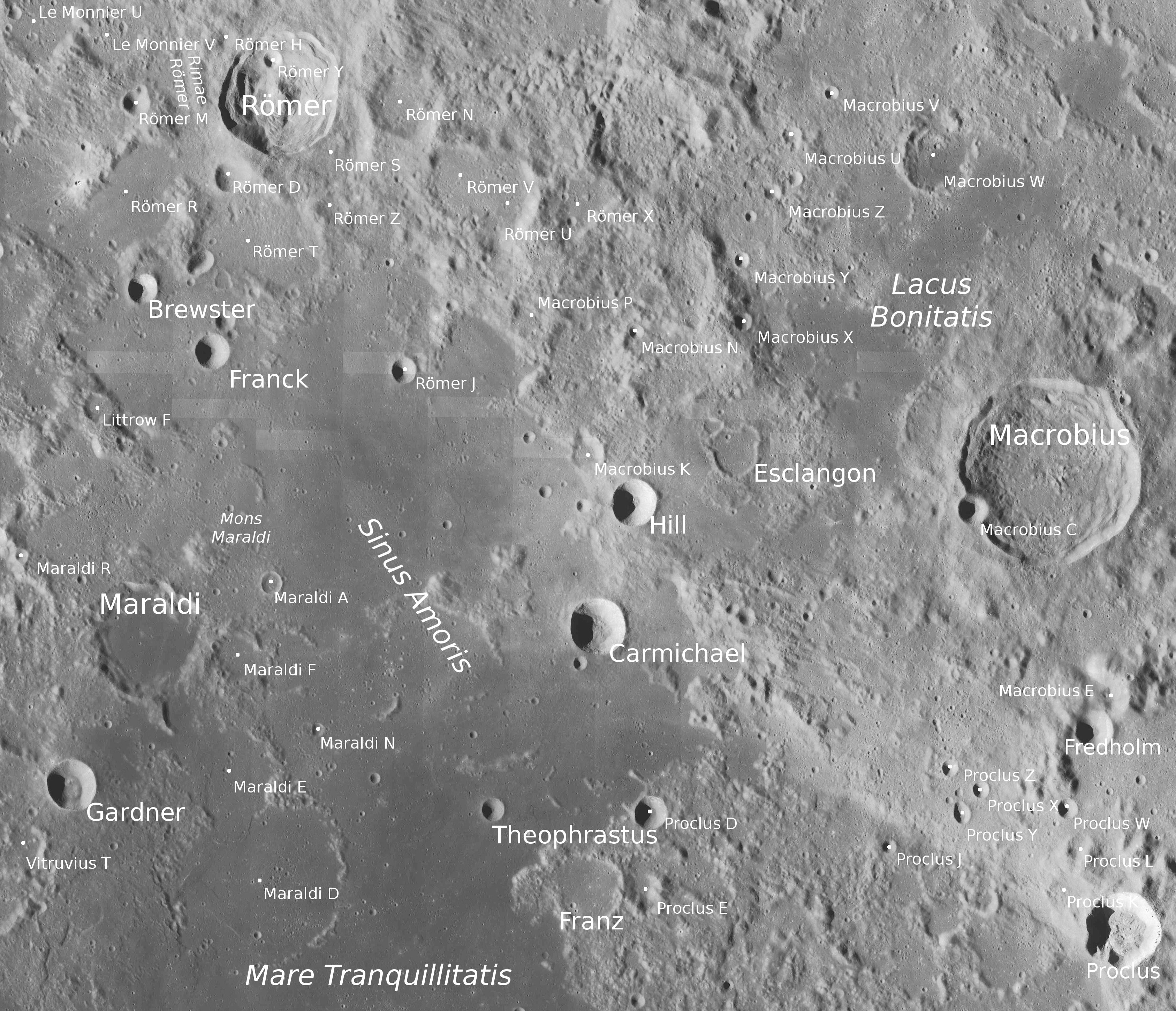
Localització de Fredholm al costat de Macrobius I. Imatge LRO (quadrant inferior dret)

Es tracta d'una formació circular, simètrica i amb un interior en forma de bol. Les parets interiors gradualment descendeixen cap al centre, deixant una petita plataforma interior menor que una cambra del diàmetre total del cràter. Clarament lligat al costat nord de la vora es troba el més petit Macrobi E. Fredholm fou també un cràter satèl·lit de Macrobi, sent designat Macrobi D abans de ser canviat el nom per la UAI.